# Primer Triumvirat
El Primer Triumvirat, va ser l'aliança política de Juli Cèsar, Marc Licini Cras, i Gneu Pompeu Magne. A diferència del Segon Triumvirat el seu aclaparador poder sobre la República Romana no va tenir caràcter oficial, i de fet va ser mantingut en secret durant algun temps com a part de les maquinacions polítiques dels triumvirs. Es va formar el 60 aC i va durar fins a la mort de Cras el 53 aC.

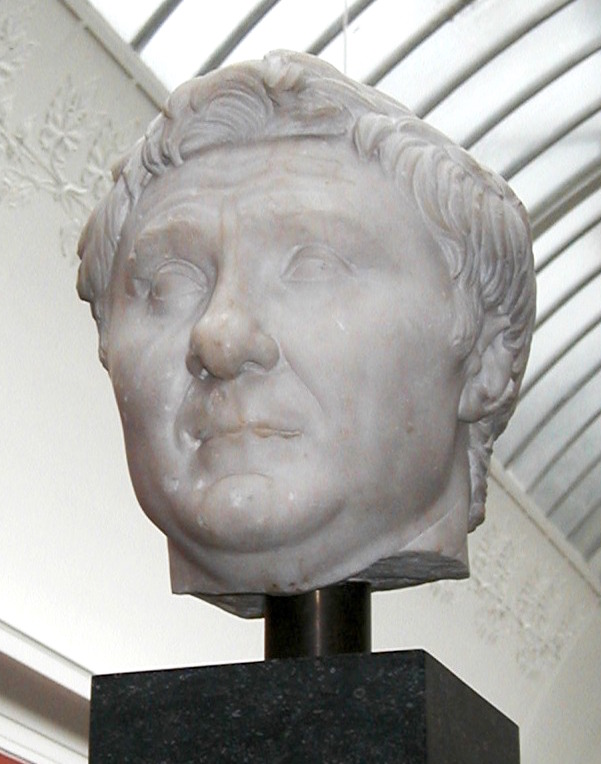
Pompeu
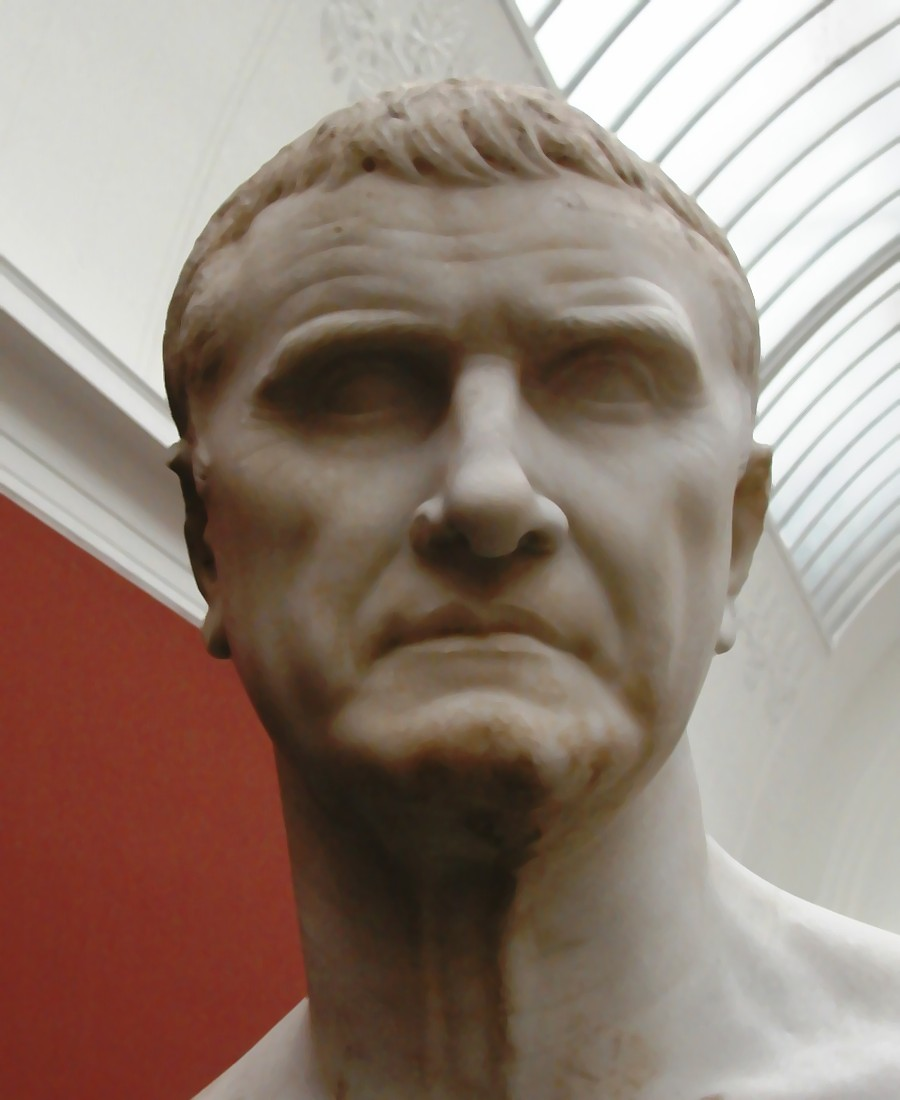
Cras
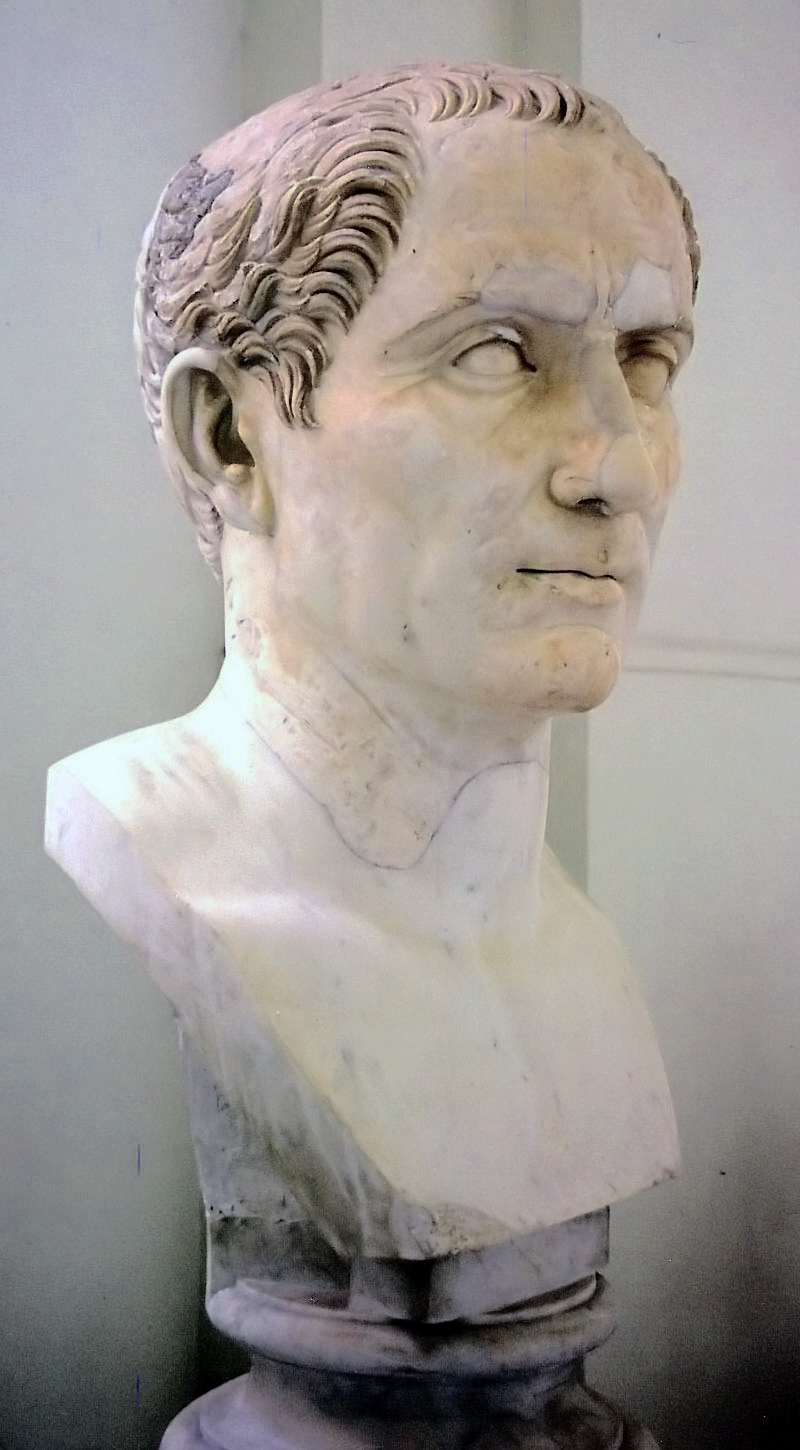
Juli Cèsar

## Història
Marc Licini Cras, i Gneu Pompeu Magne havien compartit consolat el 70 aC, quan s'havia legislat la plena restauració del tribú de la plebs des que Luci Corneli Sul·la els havia despullat de totes les seves facultats a excepció del dret a anul·lar qualsevol decisió d'un magistrat romà que fos perjudicial per a un plebeu (ius auxiliandi). A causa de la diferent acollida del senat sobre les respectives victòries militars , els dos van tenir una creixent antipatia. Juli Cèsar, que ja era amic de Cras des del 65 aC, quan li va donar suport per fer que Egipte fos tributari de la república, va consolidar la seva aliança amb Pompeu i li va oferir la seva filla Júlia en matrimoni.
Cèsar gràcies a la seva popularitat per les terres conquerides a Hispània va ser escollit cònsol del 59 aC. Abans d'acabar el període d'aquest consolat, Cèsar se les va enginyar per reconciliar Cras i Pompeu: El darrer dia de l'any va enviar un cavaller anomenat Gai Aureli, que havia servit a les seves ordres, el qual va pujar a la tribuna i va dir que Júpiter se li havia aparegut en un somni i demanava que els dos antics cònsols, Pompeu i Cras, es reconciliessin. Pompeu va romandre inflexible però Cras va estendre la seva mà cap al seu rival en mig de generals aclamacions. L'aliança va combinar l'enorme popularitat de Cèsar amb la reputació legal i la riquesa fantàstica Cras, i la influència en els equites, la reputació militar i la riquesa igualment espectacular de Pompeu.
El triumvirat es va mantenir en secret fins que el senat va obstruir la proposta de llei agrària que establia colònies de ciutadania romana, i la distribució de porcions de les terres públiques (ager publicus). Immediatament va portar la llei als comicis romans en un discurs en què es va envoltar per Cras i Pompeu, revelant l'aliança. La llei agrària de Cèsar es va dur a terme, i la Triumviri va procedir llavors a permetre que Publi Clodi Pulcre fos escollit com a tribú de la plebs, aconseguint alliberar-se, tant de Ciceró com de Cató el Jove, ambdós oponents inflexibles dels triumvirs.
El senat només va atorgar a Cèsar com a territori consolar el domini dels boscos i camins d'Itàlia, cosa que es va prendre com un menyspreu en el seu lloc com a triumvir. Llavors va fer aprovar a través d'un tribú, la seva decisió sobre el tema, i es va convertir en procònsol de la Gàl·lia Cisalpina, Gàl·lia Transalpina i Il·líria, amb el comandament de quatre legions durant cinc anys. El nou sogre de Cèsar, Luci Calpurni Pisó Cesoní, fou cònsol el 58 aC. Cèsar va cridar primer a Cras i després a Pompeu, a una trobada secreta a la rodalia de Lucca, per tal de planificar una estratègia conjunta. Van acordar que Pompeu i Cras es presentarien a les eleccions de cònsol de l'any 55 aC i, després d'assumit el poder, allargarien el comandament de Cèsar a la Gàl·lia per cinc anys més. El triumvirat va procedir a fer els arranjaments per augmentar el seu poder, Pompeu i Cras van guanyar les eleccions fent servir suborns i violència, van estendre el govern proconsular de Cèsar a les Gàl·lies durant cinc anys i van garantir-se com a procònsols el govern d'Hispània i Síria, respectivament, durant cinc anys.
L'aliança va permetre als triumvirs dominar la política romana per complet, però no va durar indefinidament a causa de l'ambició, els egos i gelosia dels tres. Cèsar i Cras eren íntims, però Cras i Pompeu estaven distanciats, i Pompeu envejava els espectaculars èxits de Cèsar a la república. Pompeu va inaugurar el seu teatre, que el va fer molt popular i a la vegada li va servir de lloc de reunió segur per als seus partidaris. Cèsar, per la seva part, es va dedicar a "mitificar-se", fent creure als romans que els seus avantpassats enllaçaven amb Enees, fill de la deessa Venus.

## Mort de Cras i Pompeu
Amb la mort de Júlia durant el part, i la ignominiosa derrota i mort de Cras en la batalla de Carrhae a mans de l'Imperi Part el 53 aC, es va afeblir l'aliança. Pompeu va romandre a Roma governant les províncies hispanes a través dels seus lloctinents i es va mantenir en el control de la ciutat, allunyant-se gradualment de la seva aliança amb Cèsar, al mateix temps que es casà amb la filla de Quint Cecili Metel Pius Escipió, un dels optimates, la facció del Senat que es va oposar fermament a Cèsar i les seves polítiques populistes. Pompeu va ser elegit cònsol sense col·lega el 52 aC, i va prendre part en la política que va portar que el senat declarés Cèsar enemic del poble el 49 aC i aquest decidís travessar el Rubicó començant així la Segona guerra civil romana. Pompeu va ser nomenat comandant en cap de la guerra pel Senat, i va ser derrotat pel seu antic aliat de Cèsar en la batalla de Farsàlia. El Posterior assassinat de Pompeu a Egipte en una intriga política inepta va deixar a Cèsar el domini exclusiu del món romà.

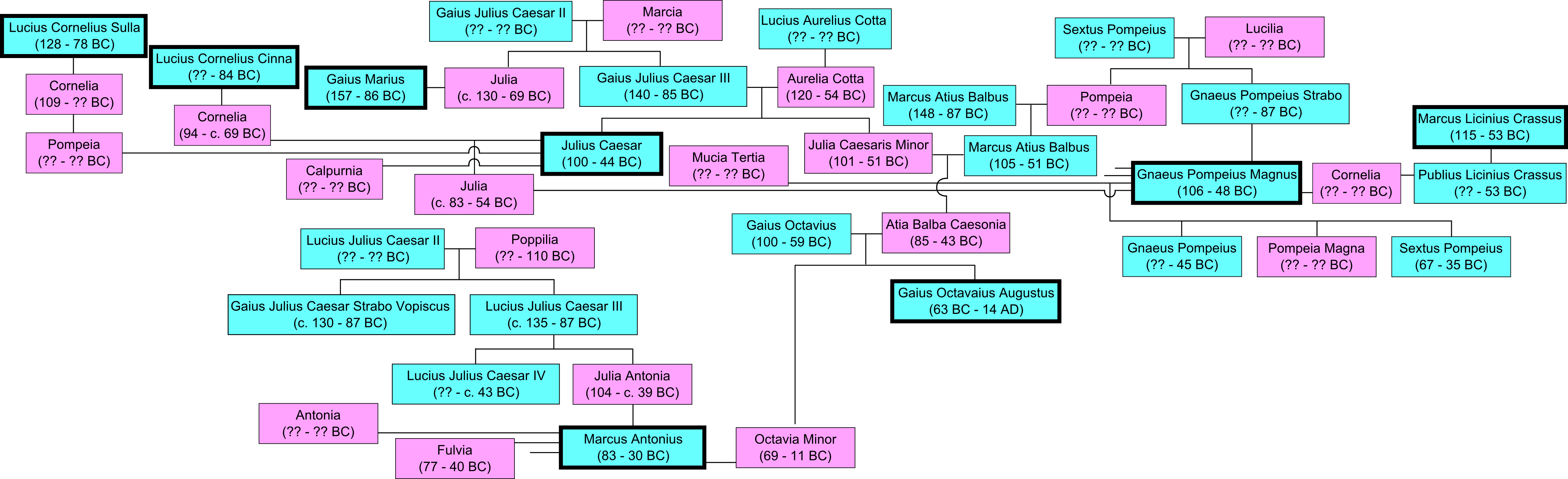
Arbre genealògic que mostra la relació entre els tres membres del Primer Triumvirat, així com les seves relacions amb altres membres prominents de la República.